# パレルモのギヨーム

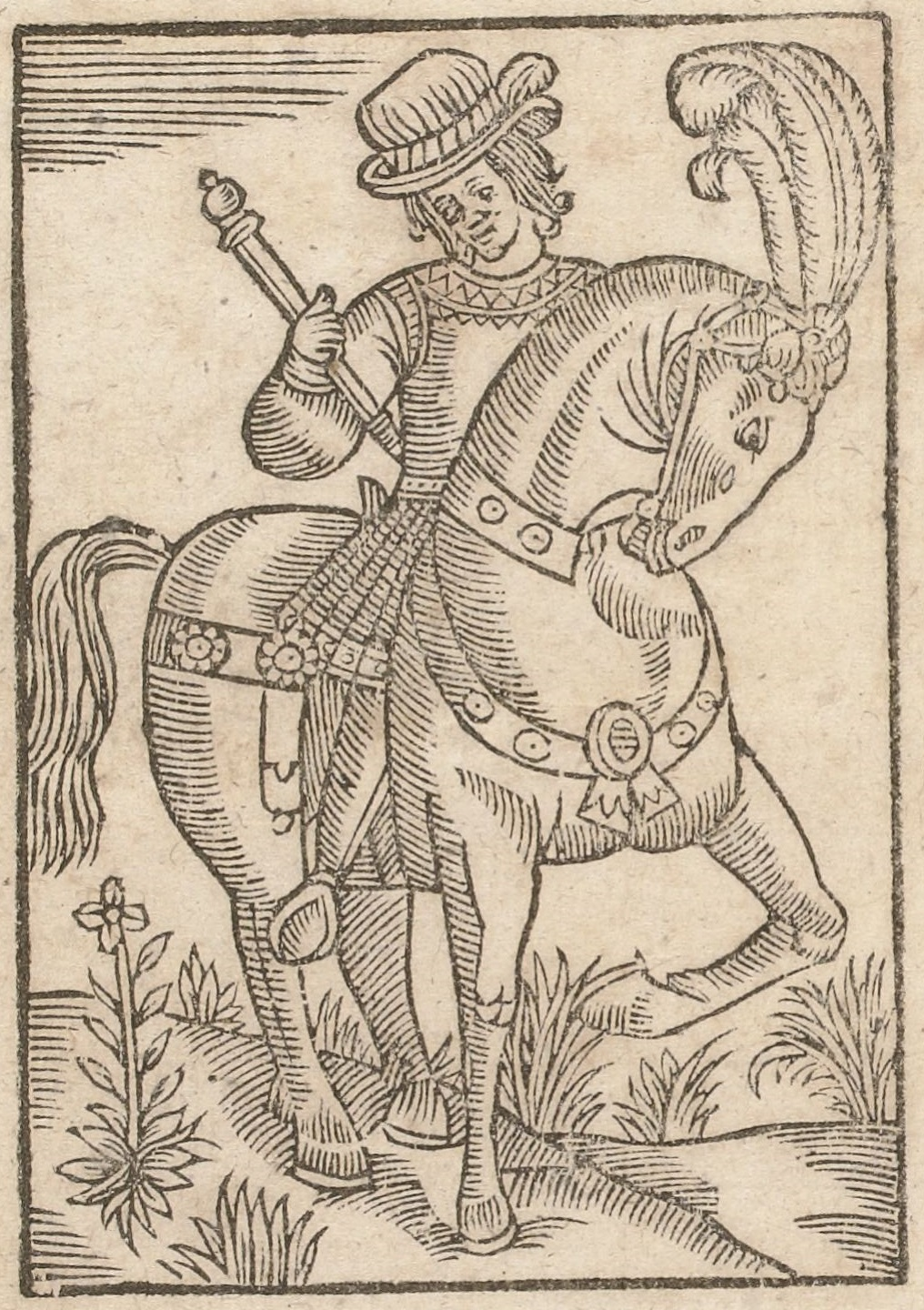
フランス語散文『Guillaume de Palerne』（1635年頃刊行）の表紙絵（部分）

『パレルモのギヨーム』または『ギヨーム・ド・パレルヌ』（Guillaume de Palerneまたは現代形：Palerme）は、フランスの韻文の中世騎士物語。
イタリアの旧シチリア＝プーリア王国を舞台とする、暗殺の手を逃れて流謫となったギヨーム王子の冒険譚。補佐役としては狼に変身させられた人狼（正体は従兄弟のアルフォンゾ）が付いている。成人したのち、ギヨームはローマの王女と駆け落ちし、やがて母国をスペイン軍の侵略（人狼の父と継母）から救出して凱旋する。
のちに中英語に翻案され『パレルモのウィリアム』（William of Palerne）または『William and the Werewolf』の題名で知られる 。

## 底本
この古フランス語叙事詩（八音節9667 行）の成立は、近年の考察だと正確には不詳で12世紀末から13世紀末までとされる（ § 年代特定参照）。詩体の稿本は一点のみ、13世紀第3四半期の犢皮紙（とくひし）写本（アルスナル図書館 6565 olim 178）が残存する。
散文化された物語（1535年以前に成立）は、16世紀以降、版を重ね、 版元がパリのニコラ・ボンフォンの活版印刷本（1550–1590年?）の重版をふくめ、17世紀まで再版されていた。
中英語頭韻詩は、第6代ヘレフォード伯ハンフリー・ド・ブーンが発注した翻案で、ウィリアムを名乗る詩人により1350年頃（より細かく言えば1335/6-1361年のあいだに）書かれたものである。14世紀末の写本の一葉のみが現存する（キングス・カレッジ (ケンブリッジ大学)蔵）。また散文体による英文再話（1514年）が版元ウィンキン・デ・ウォードによりだされており、フランス語による散文印刷本の登場より早い。

### 年代特定
本編英雄詩の末尾に「伯爵夫人ヨランド」（"contesse Yolent"）への献呈の辞がみえ、通説ではエノー伯ボードゥアン4世の第4女ヨランド（1131–1223年）のこととされる。その実際の存命期間が長く、新版編者のミシャ（1990年）は1220年迄と、めいっぱい遅くまで年代特定をしているが、過去には（伯爵夫人の没年があやふやで）12世紀末の成立などとしていた（ある論例では、伯爵夫人を1202/1212年没とし、成立を1194–97年にせばめていた）。
しかし、伯爵夫人候補はこれに限らず他にもおり、クリスティーヌ・フェルランパン＝アシェが幾つかの可能性を模索し、ブルゴーニュのヨランド（1247–1280年）の可能性が高い、とみた。よって総括的にみれば、成立年代は12世紀末から13世紀後期頃としかあいまいに特定できない。

### 言語
古フランス語の原作はピカルディ語方言で書かれており、作者はフランス北部のピカルディ地域圏や首都圏（イル＝ド＝フランス地域圏）で活動したと思われる。
中英語版については、3人称単数のtheyをもちいた初例であるとされる。

### アイルランド版
アイルランド語の散文物語（詩文も混用）版『ウィリアムの冒険/事蹟』（Eachtra Uilliam）も16世紀に登場。英語の散文作品の翻案とされる。

## あらすじ

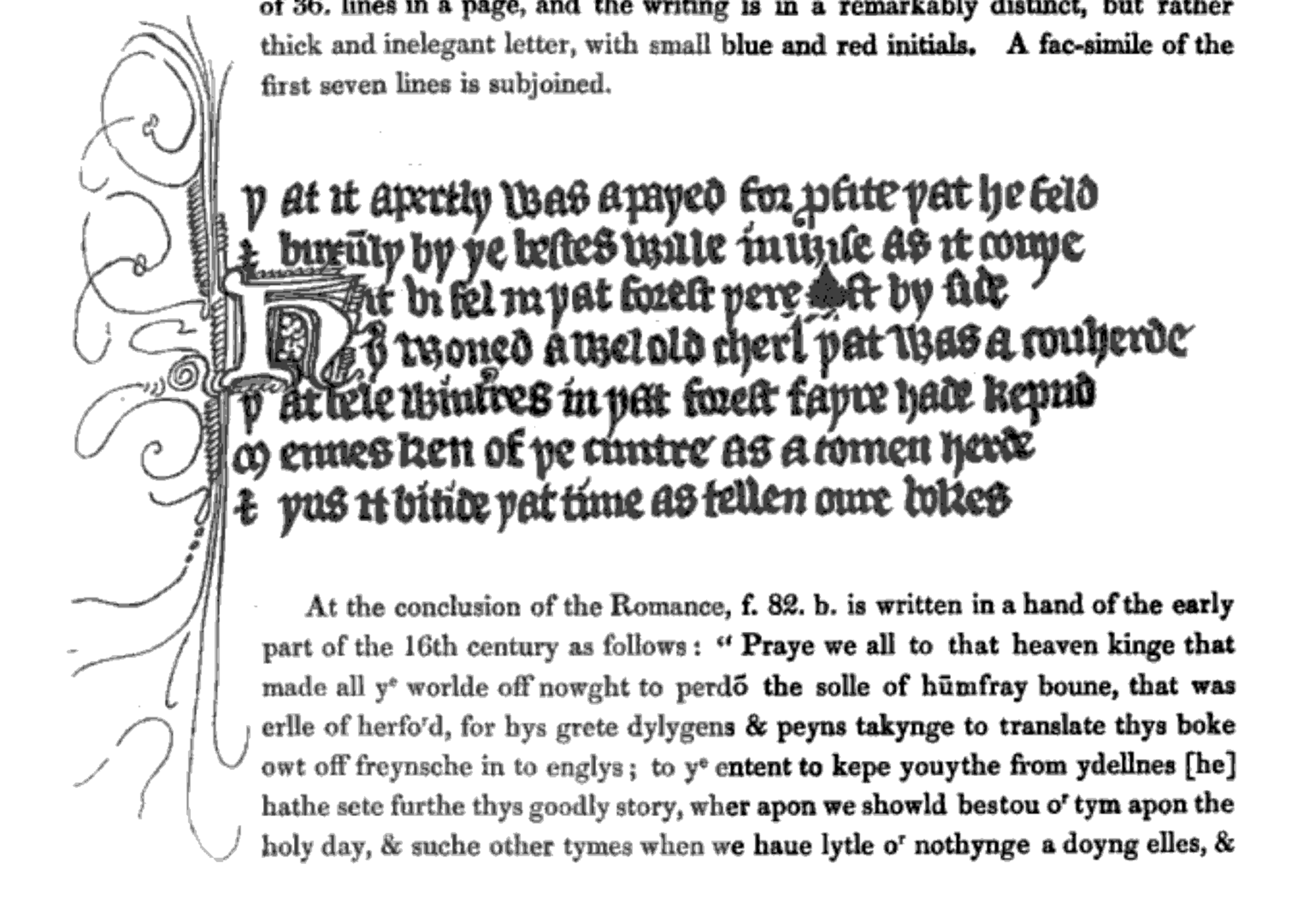
中英語韻文『パレルモのウィリアム物語』の14世紀写本。冒頭7行。

冒頭の舞台は、イタリア南部（現今のプーリア州とシチリア島をたばねた）旧シチリア王国である。そのアンブロン王（Embron）と王妃フェリーズ（Felise）の間にできた幼い王子ギヨーム（主人公）が、狼に連れさらわれる。実は狼は味方で、アンブロン王の兄弟が赤子暗殺の命を下していたのを知っていたのである。狼はその（悪王の息子で）スペイン王子が、魔女である継母に姿を変えられた成れの果てであった。やがて幼子は牛飼いに拾われ、平民の子「ギヨーム」として育てられる。 
ギヨームは頭角をあらわし、ローマ皇帝ナタナエル（Nathaniel）の知己を得、王女メリヨール（Melior）の世話役を仰せつかる 。王女はギヨームに恋をするが、その者の身分や出自すらわからないことに葛藤をおぼえる。 ギヨームも高嶺の花と知りつつ思いをつのらせ苦悩するが、やがて相思相愛だとわかる。ギヨームはザクセン公の反乱による戦で大活躍。いっときは俘虜になるが、仲間に解放され、逆に公爵を捕らえる。
王女メリヨールが歓喜し愛を深めるもつかのま、ギリシア皇帝（ビザンツ帝国）の使節団がやってきて王女とギリシア皇子の縁談をもちかけ、ローマ皇帝は即座に承知してしまう。ローマで挙式と決まり、ギリシア皇帝と皇子が向かっているという段取りになると、恋人たちは意を決して白い熊の毛皮に身をくるんで町を脱出し、森林へと駆け落ちを果たす。かつての人狼（ギヨームの従兄弟アルフォンス Alphonse の変わり果てた姿）が合流し、このカップルのための食料や飲料を、学僧や農夫らから奪って調達する。ローマでは結婚式の用意がととのえられるなか、娘が失踪したと知ると皇帝は激怒して捜索を命じる。熊の変装で去る目撃者がみつかり、厨房から熊皮が盗難にあったとわかり、恋人たちの策略は露見してしまう。狼は、二人をギヨームの祖国アプリアに運ぶと決めるが、途上のベネヴェント（仏：Bénévent）の廃坑と思われた採石場で休息すると、鉱夫たちに見つかってしまう。探索隊に追われるが、狼が代官の息子である少年をさらって陽動し、一同は脱出に成功。人狼は今度は二人を鹿皮で変装させる。
鹿姿でプーリア入りを果たすが、スペイン軍の攻撃で荒廃していた。ギヨームの父は逝去しており、母も王都パレルモの守護に向かったので、とりのこされた姉/妹フロランスがいるばかりだった。その妹はスペイン王の後妻の子ブランダン（人狼の腹違いの弟）との結婚を迫られていた。叔父のスペイン王は、プーリア＝シチリア王国をそうやって併呑するつもりなのである。
ギヨームたちはメッシーナ海峡を渡り、王都パレルヌ（現今のパレルモ）にたどり着く。母がスペインの行軍から必死に首都を守っているなか、ギヨームが現れるが、母子はお互いの顔を認知できないでいる。ギヨームは出自を知らないのだ。 ギヨームは防衛に加勢すると名乗りをあげ、防具などを所望する。そのとき軍馬（王馬）のブランソードブリュエル（Brunsaudebruel）をあてがわれるが、誰も乗ることを許さない馬だったのに、ギヨームを主と認めた。ギヨームの活躍でスペイン王と王子は捕えられるが、勝利したシチリア王妃は、救国のウィリアムが自分の息子だとまだわからない（4歳で溺死したものと思い込んでいた）。敗北したスペイン王妃には、命じて継子の人狼の魔法を解かせ、アルフォンスは元の姿をとりもどし、ギヨームの妹フロランスと結婚する。

## 分析

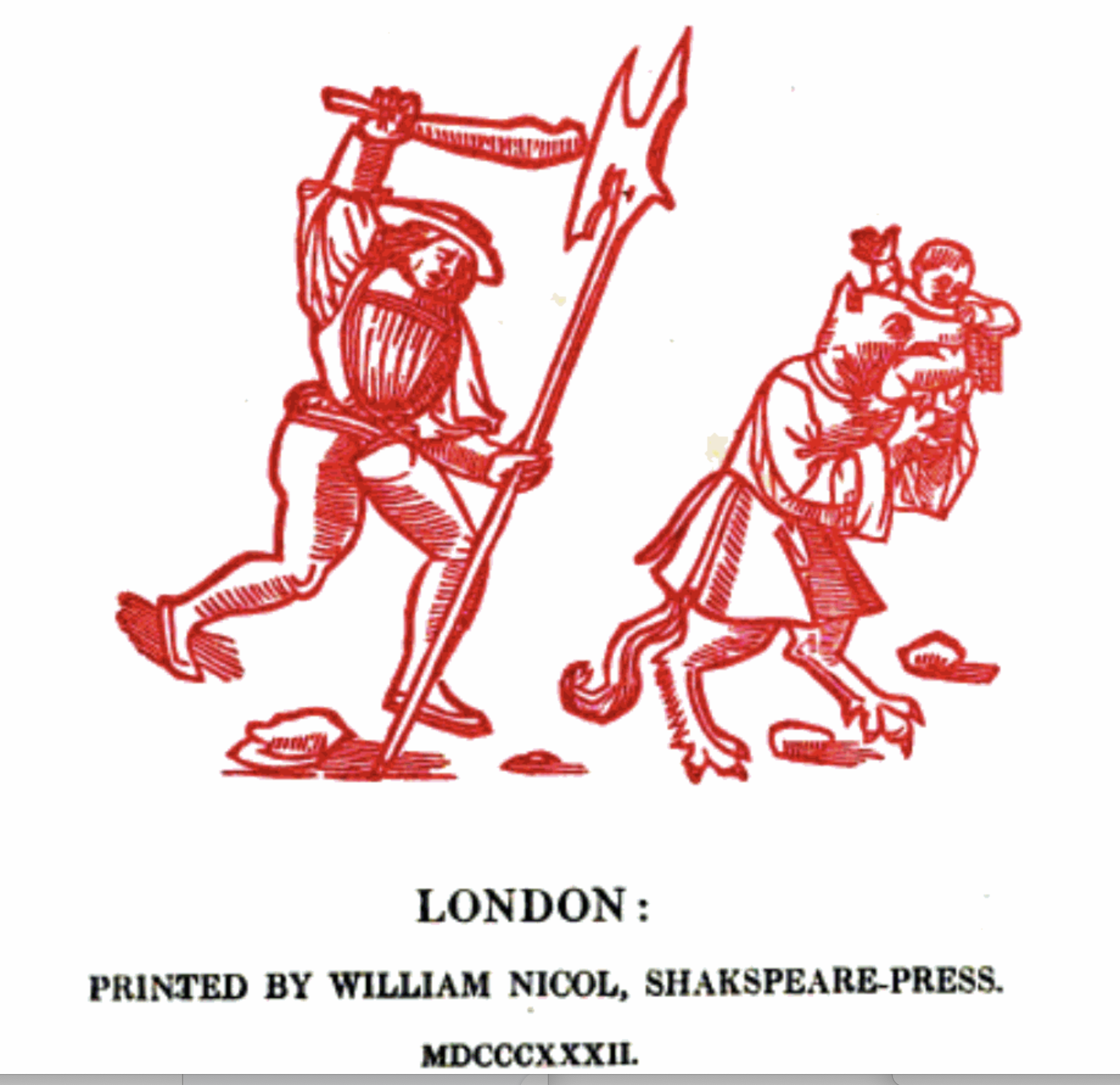
中英詩『William and the Werewolf』 （1832）の巻頭挿絵。幼児を守る狼。

熊の皮を着て歩き回って、動物だと認識させるなど到底無理がある（獣の皮を被ってその動作を真似するスキルを身につけたアメリカ先住民の狩人でもあるまいし）という指摘がある。熊の皮の解釈については、「カーニバル的要素」（フェルランパン＝アシェ）ほか、さまざまな見解がある。

### 類話およびモチーフ分析
ローラ・ヒバード（1924年）が説いているように、本編『ギヨーム』の人狼譚は、キトレッジが「The Werewolf's tale」と読んだ4篇の流れを明らかに汲んでいる。その4編とは、「ビスクラヴレ」と「メリオン」という2編のレー (詩形)、「アーサーとゴルラゴン」物語、およびアイルランド民話（ラルミニー編「モラハ」）。ヒバードの視点では、4篇のほうが、『ギヨーム』より遡源的（祖先的）な話型であるとしている。
類話とみなすほどの相似かについては異論もある。4篇のうち3つについては、不実な妻が、人狼の夫から秘密を聞き出し、人間に戻れなくしてしまうモチーフが共通しており（衣服を盗む（ビスクラヴレ）、魔法の指輪（メリオン）や杖（ゴルラゴン）を奪う）、これは確かに相似の点であるとフィリップ・メナール（Ménard 1984）は認めるが、差異のほうが多すぎるとする。これに対し、相似点はいくつも並べることができるとも反論される。例えば、古い伝説にも狼が王家に忠実の特色がみられる、『ギヨーム』と共通する。またその反面、悪人の身内には暴力で仕返しするところも共通点である：ギヨームの人狼は、最後に仇の継母に襲い掛かり、「ビスクラヴレ」「メリオン」らレーでも、陥れられた夫が最後に不実の妻を攻撃する。
この話が、ロームルスとレムス（狼牝に育てられたというローマ建国者物語）の型と酷似しているのはあきらかであるが、『ギヨーム』の大枠は、「捨て子を他人が保護する」型と「援助型の動物」要素との2段階合成によって生まれたものであろう、とチャールズ・W・ダン教授（Dunn、1960年）は論説している。
一方、ヒバード（1924年）が再現した由来説では、その源流は「子供の防護」型にあり、具体的にはローマ七賢人物語（やゲスタ・ローマーノールム）を素材にしたはずだが、順序換えや記憶違いの産物として継ぎ合わさったのが『ギヨーム』である可能性が高い、と見ている 。
軍馬が何年か後、ギヨームを主として認知するモチーフは、ギリシア古典『オデュッセイア』で帰還したユリシーズの忠犬アルゴスに通ずるところがあると指摘されるが、ヒバード（1924年）は、まさか馬が、赤ん坊だったギヨームのことを、何年も経った成人の姿から認識できるというのは、秘薬があるのではないか、と意見している。